# POP AND DECADENCE
『POP AND DECADENCE』（ポップ・アンド・デカダンス）は、MOON CHILDの3枚目のアルバム。1999年1月27日、avex traxより発売された。

## 概要
- 前作『MY LITTLE RED BOOK』から1年2か月ぶりのアルバムであり、MOON CHILDの最後のオリジナルアルバム。
- 前作までプロデュースを行っていた浦清英のもとを離れ、新たに井上鑑をプロデューサーに迎え、大半の楽曲の編曲を担当している。
- このアルバムの発売翌日、解散を発表した。

## 収録曲
| 全作詞・作曲: 佐々木収（※特記以外）。 |                                        |                        |                        |                      |      |
| #                                     | タイトル                               | 作詞                   | 作曲・編曲             | 編曲                 | 時間 |
| 1.                                    | 「joy of life」                        | 佐々木収 （※特記以外） | 佐々木収 （※特記以外） | 井上鑑               | 5:05 |
| 2.                                    | 「快適な生活」(※作詞: 渡辺崇尉)        | 佐々木収 （※特記以外） | 佐々木収 （※特記以外） | 井上鑑               | 3:40 |
| 3.                                    | 「フリスビー」                         | 佐々木収 （※特記以外） | 佐々木収 （※特記以外） | MOON CHILD           | 4:39 |
| 4.                                    | 「ミスター・スプラッシュマン」         | 佐々木収 （※特記以外） | 佐々木収 （※特記以外） | 井上鑑               | 3:52 |
| 5.                                    | 「ドンファンの食卓」                   | 佐々木収 （※特記以外） | 佐々木収 （※特記以外） | 井上鑑               | 5:47 |
| 6.                                    | 「ケ・セ・ラ・セ・（ラ）・ラ・バ・イ」 | 佐々木収 （※特記以外） | 佐々木収 （※特記以外） | 井上鑑               | 4:50 |
| 7.                                    | 「マリーのコーヒーカップ」             | 佐々木収 （※特記以外） | 佐々木収 （※特記以外） | 井上鑑               | 4:29 |
| 8.                                    | 「サン サン サン」                     | 佐々木収 （※特記以外） | 佐々木収 （※特記以外） | MOON CHILD、井上鑑   | 3:37 |
| 9.                                    | 「requiem for the man of nomad」       | 佐々木収 （※特記以外） | 佐々木収 （※特記以外） | MOON CHILD、明石昌夫 | 3:48 |
| 10.                                   | 「自称ルースター男の懺悔」             | 佐々木収 （※特記以外） | 佐々木収 （※特記以外） | 井上鑑               | 3:53 |
| 11.                                   | 「太陽とシーツ」                       | 佐々木収 （※特記以外） | 佐々木収 （※特記以外） | 井上鑑               | 3:43 |
| 12.                                   | 「朝焼けの唄」                         | 佐々木収 （※特記以外） | 佐々木収 （※特記以外） | 井上鑑               | 5:29 |
| 13.                                   | 「グロリア」                           | 佐々木収 （※特記以外） | 佐々木収 （※特記以外） | MOON CHILD、井上鑑   | 4:18 |
| 14.                                   | 「INTERLUDE」(※作曲: 秋山浩徳)         | 佐々木収 （※特記以外） | 佐々木収 （※特記以外） | MOON CHILD           | 1:06 |
| 15.                                   | 「STAR TOURS」                         | 佐々木収 （※特記以外） | 佐々木収 （※特記以外） | MOON CHILD、井上鑑   | 4:49 |
| 合計時間:                             | 合計時間:                              | 合計時間:              | 63:05                  |                      |      |

### 楽曲解説
「快適な生活」
詩は佐々木と渡辺との共作。
「フリスビー」
9thシングル。初のセルフプロデュース曲。
「サン サン サン」
10thシングル『グロリア』CW曲。
「requiem for the man of nomad」
8thシングル。
「グロリア」
10thシングル。歌詞の違いや、曲の終りに次曲INTERLUDEの出だしの音が入り込んでいたりと、シングルとは異なる点がある。
「INTERLUDE」
秋山作曲によるインストゥルメンタル曲。アコースティックギター1本での演奏。
2005年に発売された『COMPLETE BEST』のDVDのメニュー画面ではこの曲が流れている。
「STAR TOURS」
11thシングルであり、ラストシングル。

## 演奏
- 佐々木収
  - Vocal
  - Chorus (#1.3.4.7-11.13.15)
  - Electric Guitar (#1.2.5.8.13)
  - Blues Harp (#8)
- 秋山浩徳
  - Electric Guitar (#1-6.8.9.11.12.13.15)
  - Mandolin (#1)
  - Electric Sitar (#2.3)
  - Acoustic Guitar (#3.7.8.10.14.15)
  - Pedal Steel (#7.15)
  - 12 Strings Guitar (#15)
  - Chorus (#4.8.13)
- 渡辺崇尉
  - Electric Bass (#1-9.11.12 13.15)
  - 掃除機ラッパ (#3)
  - Dandy Voice (#8)
  - "JUMP!" Voice (#9)
  - Voice (#11)
  - Chorus (#1.4.5.8.13)
- 樫山圭
  - Drums (#2-9.11.12.13.15)
  - Percussion (#1.3.10)
  - Chorus (#4.8.13)
- 井上鑑
  - Keyboards (#1.2.11.12.15)
  - Acoustic Piano (#2.11)
  - Organ (#5)
  - Electric Piano (#13)
  - Programming (#1.2.5.6.7.11.12)
  - Horn Arrangement (#6.12)
  - Strings Arrangement (#7.10)
- 金子飛鳥：Electric Violin (#1)
- ジェイク・コンセプション
  - Baritone Sax (#2)
  - Bass Clarinet (#6)
  - Alto Flute (#6.12)
  - Tenor Sax (#12)
- 浜口茂外也：Percussion (#2.6)
- 本間哲子：Chorus (#2)
- 成田昭彦：Percussion (#3.6)
- 松本博志：掃除機ラッパ (#3)
- 河野圭：Keyboards (#3)
- 佐々木久美、高尾直樹：Chorus (#5)
- 数原晋：Flugelhorn (#6.12)
- 金原千恵子ストリングス：Strings (#7.10)
- Tae Tsuneda：Sexy Voice (#8)
- Melody Sexton：Chorus (#9)
- 三柴理：Acoustic Piano (#9)
- 山本拓夫：Tenor Sax (#9)
- 沓野行秀：Percussion (#9)